# Lovespell
Lovespell er en romantisk tragediefilm fra 1981 med Richard Burton som kong Mark af Cornwall. Filmen blev instrueret af Tom Donovan, og den er baseret på den klassiske fortælling om Tristan og Isolde, og blev filmen i Irland i 1979 som Tristan and Isolde, men blev udgivet i 1981 under titlen Lovespell.

## Medvirkende
- Richard Burton som Kong Mark af Cornwall
- Kate Mulgrew som Isolde
- Nicholas Clay som Tristan
- Cyril Cusack som Gormond af Irland
- Geraldine Fitzgerald som Bronwyn
- Niall Toibin som Andred
- Diana Van der Vlis som Alix
- Niall O'Brien som Corvenal
- Kathryn Dowling som Yseult of the White Hand
- John Jo Brooks som Fader Colm
- Trudy Hayes som Anne
- John Scanlon som Biskop
- Bobby Johnson som William the Guard
- John Labine som Eoghanin